# 83-й Нью-Йоркский пехотный полк
83-й Нью-Йо́ркский доброво́льческий пехо́тный полк (англ. 83rd New York Volunteer Infantry Regiment), известный как 9-й Нью-Йоркский добровольческий полк ополчения, или Ninth Militia, или City Guard или Ninth Infantry National Guard  — один из пехотных полков армии Союза во время Гражданской войны в США. Полк был сформирован в мае 1861 года, прошёл все сражения войны на Востоке от Кедровой Горы до Колд-Харбора и был расформирован в июне 1864 года. Часть рядовых перешла в 97-й Нью-Йоркский пехотный полк.

## Формирование
Изначально полк назывался 9-й Нью-Йоркский полк ополчения. Он был сформирован ещё в 1850 году и к 1861 году им командовал Майкл Ван Бюрен. Полк состоял из пяти рот по 50 человек в каждой. Когда началась Гражданская война, некоторые офицеры покинули полк. Например, Мансфилд Ловелл, капитан роты С, уволился, отбыл на юг и стал там генерал-майором армии Конфедерации. Постепенно размер полка довели до 8-ми рот и 800 человек. Полк был направлен по железной дороге в Вашингтон и прибыл туда 28 мая. 30-го полку были выданы гладкоствольные мушкеты калибра .69, и в тот же день был устроен смотр в присутствии президента. 8 апреля капитан Уильям Уиппл принял полк на службу в федеральную армию. 40 человек отказались от продолжения службы и в полку осталось 837 человек. Первым командиром полка стал Джон Стайлс, подполковником Уильям Хэллик, майором Уильям Эттербёри.

## Боевой путь
10 июня полк был включён в отряд генерала Чарльза Стоуна и участвовал  в походе на Роквилл и Дарнстаун. Оттуда через Пулсвилл и мимо устья реки Монокаси отряд 3 июля подошёл к Харперс-Ферри. 4 июля полк отметил День Независимости; в этот же день полк понёс первые потери, 2 человека было убито и 2 ранено во время перестрелки на реке Потомак. 6 июля отряд пришёл в Шарпсберг, 7 июля в Уильямспорт, а 8 июля в Мартинсберг. 15 июня отряд Стоуна был переформирован и превращён в бригаду из 4-х полков. 17 июля полк вошёл в Чарльзтаун, а 21 июля, ещё до известий о разгроме под Булл-Раном, полку приказали повернуть обратно. Полк отступил в Харперс-Ферри, а потом отошёл за Потомак. Рядовые были сильно огорчены безрезультатным исходом этой короткой кампании, где они не сделали ни одного выстрела.
13 августа федеральные силы были отведены от Харперс-Ферри к Фредерику. Там полк простоял часть осени, а 21 октября был переброшен к реке Потомак: только что произошло сражение при Бэллс-Блафф, и полку было приказано прикрыть отступление. Зиму полк провёл во Фредерике. 7 января от болезни умер подполковник Уильям Хэллик, поэтому 27 января майору Эттербери присвоили звание подполковника, а капитану роты F, Аллану Разерфорду, звание майора. Ещё 7 декабря 9-й Нью-Йоркский полк ополчения был официально переименован в 83-й Нью-Йоркский пехотный полк, но известия об этом дошли до рядовых только 27-го.
В марте полк участвовал во вторжении в долину Шенандоа. 21 марта бригада была реорганизована, и её возглавил генерал Джон Эберкромби. Бригаду сразу же отправили к Манассасу, где 29 марта она посетила поле боя первого сражения при Булл-Ран, осмотрела Каменный Мост, дом Генри и Каменный Дом. Оттуда бригада вышла на рубеж реки Раппаханок, где 14 апреля стало известно, что вместо Эберкромби командиром бригады назначен Джордж Хартсуфф. В середине мая бригаду свели с бригадами Дьюри и Рикеттса в дивизию Эдварда Орда.

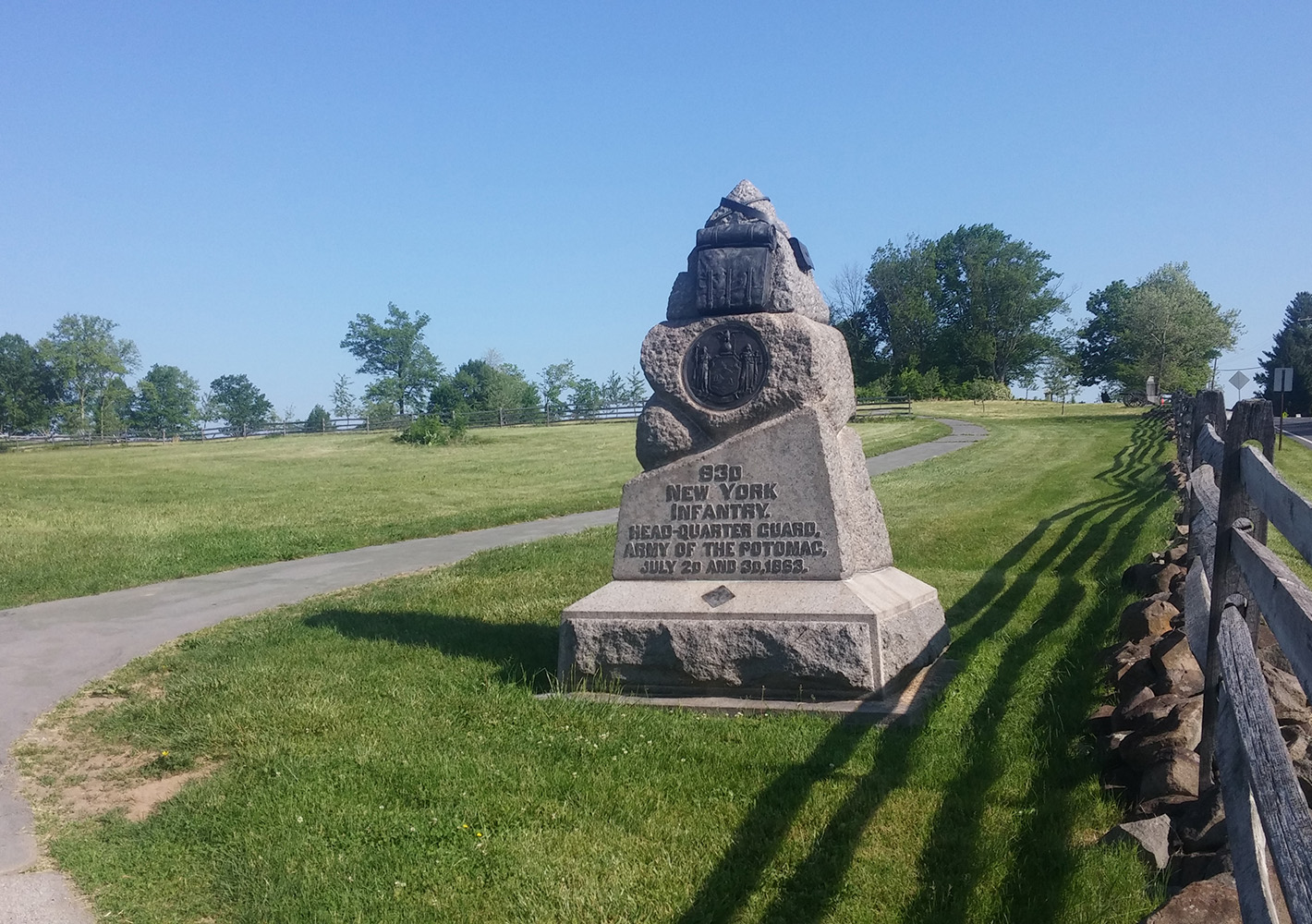
Памятник 83-му под Геттисбергом